# Mario Revolori
Mario Revolori (* 10. September 1994 in Anaheim, Kalifornien als Mario Quiñónez Jr.) ist ein US-amerikanischer Schauspieler und Drehbuchautor. Er ist der Sohn der aus dem guatemaltekischen Jutiapa stammenden Sonia und Mario Quiñónez. Sein jüngerer Bruder ist der Schauspieler Tony Revolori.

## Leben
Als Heranwachsender hatte Mario Revolori  Nebenrollen unter anderem in den Filmproduktionen Ich, Du und der Andere, The Perfect Game und My Father’s Son. 2004 war er mit seinem Bruder Tony in dem Kurzfilm Nebraska zu sehen.
2014 bewarb er sich um die Rolle des Hotelpagen Zéro Moustafa in Wes Andersons Filmprojekt Grand Budapest Hotel, die Rolle ging jedoch an seinen jüngeren Bruder Tony.

## Filmografie

### Als Schauspieler

#### Filme
- 1999: Charming Billy
- 2002: Killer Cop (Video)
- 2003: If
- 2004: Nebraska (Kurzfilm)
- 2006: Ich, Du und der Andere (You, Me and Dupree)
- 2008: Surfer, Dude
- 2009: The Perfect Game
- 2009: Spout (Kurzfilm)
- 2010: My Father’s Son (Kurzfilm)
- 2010: Speeding Teens (Kurzfilm)
- 2012: Montana Amazon
- 2013: Fitz and Slade (Fernsehfilm)
- 2013: The Angry Baby Monkey Show (Serien-Kurzfilm)
- 2018: Sierra Burgess Is a Loser

#### Fernsehserien
- 2004: Reich und Schön (The Bold and the Beautiful, Folge 4454)
- 2005: Mind of Mencia (Folge 1x07)
- 2005: Joey (Folge 2x07)
- 2005–2006: Alle hassen Chris (Everybody Hates Chris, 3 Folgen)
- 2006: The Unit – Eine Frage der Ehre (The Unit, Folge 2x03 Schüsse aus dem Hinterhalt)
- 2007: Talkshow with Spike Feresten (Folge 1x13)
- 2007: Hotel Zack & Cody (The Suite Life of Zack and Cody, Folge 3x06 Mosebys Benimmkurs)
- 2007: Emergency Room – Die Notaufnahme (ER, Folge 14x01 Panik)
- 2008: The Middleman (Folge 1x07)
- 2008: Weeds – Kleine Deals unter Nachbarn (Weeds, Folgen 4x08 Der weiße Löwe; 4x09 El Andy)
- 2009: Brothers & Sisters (Folge 3x24 Mexiko)
- 2009: Law & Order (Folge 20x07 Jungs auf Abwegen)

### Als Drehbuchautor
- 2010: Speeding Teens (Kurzfilm)